# Utopia (tipo de letra)
Utopia es el nombre de un tipo de letra con serifas transicional diseñado por Robert Slimbach, que trabajó en Adobe Systems, y fue lanzado en 1989.
Fue una de las primeras tipografías en formar parte de la colección de fuentes seleccionadas llamada Adobe Originals. Las nuevas versiones tipográficas son liberadas en el formato OpenType e incluyen variaciones en el diseño (generalmente con más de las dos ponderaciones básicas, ligaduras, variantes ópticas y versalitas, entre otras características), en lo que Adobe denomina un Expert Set de tipografías.

## Lanzamiento como software libre y controversia

### Donación inicial al X Consortium
En 1992, Adobe Systems donó la familia tipográfica Utopía (en forma de archivos PostScript Type 1) al X Consortium, para su uso en X Window System, un entorno gráfico muy conocido para estaciones de trabajo Unix.
Hubo polémica en torno a la licencia descrita como un software libre en el estado de los archivos de las fuentes. Muchos distribuidores (que entre los más destacados estaban el proyecto Debian), para evitar ser demandados, optaron por establecer claramente que las fuentes tenían una licencia no dilucidada, lo que impidió distribuirse libremente con modificaciones.

### Relanzamiento con una licencia clarificada por el TeX Users Group
Tras un prolongado debate, Adobe donó formalmente la versión Type 1 de la fuente, el 11 de octubre de 2006, al TeX Users Group (TUG), con inquietudes aclaradas con respecto a su licenciamiento, por lo que podría ser utilizado, por ejemplo, con el programa TeX de Donald Knuth, un sistema de escritura digital para ordenadores. La versión donada consistió en las versiones tipográficas romana (regular), cursiva, negrita y cursiva negrita, a diferencia de la versión comercial ofrecida como parte del paquete de Adobe Originals.
El 7 de noviembre de 2006, Karl Berry, presidente del TeX Users Group, dio permisos irrevocables de la fuente a cualquier tercero, y constituye el software libre, a condición de que las fuentes derivadas de ella no llevan el nombre de marca registrada de Adobe.
La versión OpenType que Adobe distribuye ahora comercialmente se basa en modificaciones de las fuentes PostScript, y Adobe no garantiza que las medidas de fuente sean las mismas. Esta potencial modificación de las medidas de fuente puede conducir a que programas tipográficos (como Adobe InDesign o TeX) rompan las líneas de textos en diferentes lugares, lo que resulta en documentos con diferente número de páginas, dependiendo de la versión de las fuentes utilizadas. Para la composición tipográfica de gama alta, tales diferencias pueden ser importantes, especialmente con respecto a variaciones en diferentes estampados (si no se utilizan fuentes con la misma métrica) y en la generación de índices.

### Tipografías derivadas
El tipo de letra original Utopia, desde que fue lanzado como software libre, ha mejorado para apoyar glifos en los escritos diferentes al alfabeto latino: al menos dos proyectos han surgido de las fuentes que Adobe ha donado, uno de ellos una adaptación al vietnamita, llamado Vntopia, por Hàn Thế Thành.
Otro desarrollo adicional desde el original fue realizado por Andrey V. Panov, en un derivado de llamada Heuristica (en ruso, Эвристика]], con el propósito primordial de añadir símbolos cirílicos. Andrey también ha incorporado glifos vietnamitas de Han Thanh en Heuristica y el desarrollo del proyecto está abierto.

## Demanda judicial
De 1995 a 1997, Adobe presentó varias denuncias contra Southern Software Inc., con respecto al uso de la fuente Utopia por esta última sociedad, bajo el nombre de «Veracity», en sus productos. En 1998, el Tribunal de Distrito de los Estados Unidos para el Distrito del Norte de California falló a favor de Adobe, encontrando que el software tipográfico de Southern Software Inc. infringió los derechos de autor de Adobe. Aunque las tipografías realizadas gozan de protección por derechos de autor en virtud de la ley de derecho de autor de los Estados Unidos, el tribunal consideró que los puntos de control utilizados por el software tipográfico para generar el tipo de letra eran susceptibles de protección.